# David Armas
David Armas Ramos (nacido  el 2 de marzo de 1980 en Santa Cruz de La Palma), es un cantautor y músico español. Influenciado en sus comienzos por artistas como Jean Michel Jarre o Enya compone su primer disco instrumental a finales de los 90.

## Biografía
Trasladado poco después de nacer a Fuerteventura, donde residen sus padres, es en esta isla donde vive y crece. De niño descubre su afición por la música gracias a un amigo de la familia que le enseña pequeñas melodías con un teclado y a los 8 años decide comenzar a estudiar solfeo y piano en el Aula de Música de su ciudad, Puerto del Rosario. Fruto de su interés y sus estudios, en 1997 edita su primer disco titulado Alternative energies, trabajo totalmente instrumental e inicialmente distribuido en Fuerteventura en formato CD.

En 2001 decide trasladarse a Madrid para continuar con sus estudios musicales en la Escuela de Música Creativa donde entra en contacto con artistas como  Eva Gancedo, Andy Phillips o Yayo Morales.
Durante esta etapa comienza a mostrar interés por las canciones con letra dando un giro a su incipiente carrera.

Poco después de recibir el Título Superior de Composición en 2005, comienza a recibir encargos para la composición de bandas sonoras para cortos dirigidos por Daniel Romero y Raúl Garán y a dar conciertos por diversas salas de Madrid.

Un año después es invitado a participar en el I Encuentro Internacional de Trovadores de Fuerteventura, donde actúa junto al también canario Ángel Ravelo, el mexicano Carlos Carreira y el argentino Fede Comín.

A principios de 2010 sale a la luz su primer disco con canciones cantadas, Actitudes, grabado en Infinity Studios y presentado en la edición de Fuerteventura en Música 2010, festival que abrió y en el compartió escenario con La Shica, Los Delinqüentes, Luciano & Turbulence y Maga Bo. Actitudes se convierte en su primer disco difundido a través de iTunes y Spotify, coincidiendo con la presentación de web oficial.

Desde entonces David Armas ha continuado componiendo para nuevos trabajos entre los que destaca el tema presentado al concurso de RTVE para seleccionar sintonía para la temporada 14 de la serie Cuéntame cómo pasó y que fue seleccionado junto a otras 32 canciones para la web de la cadena.

## Discografía
- 1997: Alternative energies
- 2010: Actitudes

## Filmografía
- Una puerta cerrada (2005)
- La habitación contigua (2007)
- El romance de Isacio Perales (Interpretación y producción) (2008)